# فهرست متمم‌های قانون اساسی ایالات متحده آمریکا
سی و سه متمم به قانون اساسی ایالات متحده آمریکا از زمان به اجرا درآمدن آن در ۴ مارس ۱۷۸۹ از سوی کنگره ایالات متحده آمریکا پیشنهاد و برای تصویب به ایالت آمریکا ارسال شده‌است. بیست و هفت تا از این تعداد با تصویب از سوی تعداد کافی از ایالات اکنون بخشی از قانون اساسی‌اند. ده متمم اول همزمان تصویب شدند و به منشور حقوق ایالات متحده آمریکا موسومند. شش متممی که از سوی کنگره تصویب و به ایالات ارسال شده‌اند از سوی تعداد کافی از ایالات تصویب نشده‌اند. چهار تا از این متمم‌ها هنوز از نظر فنی باز و در انتظارند، و دو تا مختومه شده‌اند. بر مبنای این اصل:
هر گاه دو سوم نمایندگان دو مجلس ضروری تشخیص دهند، کنگره اصلاحاتی را برای قانون اساسی پیشنهاد خواهد داد یا بنا به درخواست مجلسین قانونگذاری دو سوم ایالتهای مختلف، خواستار تشکیل مجمعی برای پیشنهاد اصلاحات خواهد گردید. در هر دو حالت هر گاه حالت پیشنهادها را مجلسین قانونگذاری سه چهارم ایالتهای مختلف یا مجامع سه چهارم ایالتها تصویب نمایند، به عنوان بخشی از این قانون اساسی برای کلیه مقاصد و اهداف معتبر خواهد بود. هر یک از دو روش اصلاحی فوق را کنگره می‌تواند پیشنهاد نماید. با وجود این، هیچ اصلاحیه‌ای که ممکن است قبل از سال یکهزار وهشتصد وهشت میلادی به تصویب برسد به هیچ نحوی بر بندهای اول و چهارم بخش نهم اصل اول تأثیری نخواهد گذاشت و هیچ ایالتی بدون رضایت خود از حق رای مساوی در سنا محروم نمی‌شود.

## متمم‌های تصویب شده

### زبدهٔ هر یک از متمم‌ها
| شماره                                             | موضوع | تاریخ ارسال برای تصویب | تاریخ تکمیل تصویب | بازه زمانی تصویب     |
| ------------------------------------------------- | --- | ---------------------- | ----------------- | -------------------- |
| متمم اول قانون اساسی ایالات متحده آمریکا          | کنگره را از تصویب هر گونه قانون در خصوص رسمیت بخشیدن به هر دین، تحدید دین ورزی آزادانه، تحدید آزادی بیان، اخلال در آزادی مطبوعات، مداخله در آزادی اجتماع یا ممنوع کردن حق عریضه نویسی در خصوص اقدامات حکومت بازمی‌دارد. | ۲۵ سپتامبر ۱۷۸۹        | ۱۵ دسامبر ۱۷۹۱    | ۲ سال ۲ ماه ۲۰ روز   |
| متمم دوم قانون اساسی ایالات متحده آمریکا          | از حق نگهداری و حمل سلاح حفاظت می‌کند. | ۲۵ سپتامبر ۱۷۸۹        | ۱۵ دسامبر ۱۷۹۱    | ۲ سال ۲ ماه ۲۰ روز   |
| متمم سوم قانون اساسی ایالات متحده آمریکا          | بنا به آن نیروهای انتظامی نه در زمان صلح ونه در زمان جنگ بدون رضایت صاحب خانه در هیچ خانه‌ای مستقر نخواهد شد، مگر به ترتیبی که به موجب قانون معین کند                                                                   | ۲۵ سپتامبر ۱۷۸۹        | ۱۵ دسامبر ۱۷۹۱    | ۲ سال ۲ ماه ۲۰ روز   |
| متمم چهارم قانون اساسی ایالات متحده آمریکا        | تجسس و دستگیری غیرمنطقی را ممنوع و الزاماتی برای حکم تجسس بر مبنای تشخیص قاضی بی‌طرف بر اساس علت احتمالی تعیین می‌کند.                                                                                                   | ۲۵ سپتامبر ۱۷۸۹        | ۱۵ دسامبر ۱۷۹۱    | ۲ سال ۲ ماه ۲۰ روز   |
| متمم پنجم قانون اساسی ایالات متحده آمریکا         | مقرراتی برای کیفرخواست تعیین، از حق برخورداری از رویه عادلانه حفاظت می‌کند، و ادای شهادت علیه خود مجبور و محرومیت از زندگی آزاد و دارایی بدون طی مراحل قانونی را ممنوع می‌کند.                                           | ۲۵ سپتامبر ۱۷۸۹        | ۱۵ دسامبر ۱۷۹۱    | ۲ سال ۲ ماه ۲۰ روز   |
| متمم ششم قانون اساسی ایالات متحده آمریکا          | از حق محاکمه سریع و علنی توسط هیئت منصفهٔ بی‌طرف، حق آگاهی از ماهیت و دلیل اتهام، حق مواجهه با شهودی که علیه او شهادت می‌دهند، احضار شهود به نفع خود، و حق داشتن وکیل برای دفاع از خود حفاظت می‌کند.                       | ۲۵ سپتامبر ۱۷۸۹        | ۱۵ دسامبر ۱۷۹۱    | ۲ سال ۲ ماه ۲۰ روز   |
| متمم هفتم قانون اساسی ایالات متحده آمریکا         | حق برخورداری از محاکمه با هیئت منصفه را در دعاوی قضایی مشخص، بنا به کامن لا فراهم می‌کند. | ۲۵ سپتامبر ۱۷۸۹        | ۱۵ دسامبر ۱۷۹۱    | ۲ سال ۲ ماه ۲۰ روز   |
| متمم هشتم قانون اساسی ایالات متحده آمریکا         | جریمه‌ها و قرار وثیقه‌های سنگین، و نیز کیفر بیرحمانه و نامعمول را ممنوع می‌کند. | ۲۵ سپتامبر ۱۷۸۹        | ۱۵ دسامبر ۱۷۹۱    | ۲ سال ۲ ماه ۲۰ روز   |
| متمم نهم قانون اساسی ایالات متحده آمریکا          | از حقوقی که در قانون اساسی برشمرده نشده‌اند حفاظت می‌کند. | ۲۵ سپتامبر ۱۷۸۹        | ۱۵ دسامبر ۱۷۹۱    | ۲ سال ۲ ماه ۲۰ روز   |
| متمم دهم قانون اساسی ایالات متحده آمریکا          | اصل فدرالیسم را با بیان این که حکومت فدرال ایالات متحده آمریکا تنها از قدرت‌هایی که از سوی ایالات و مردم از طریق قانون اساسی به آن تفویض شده برخوردار است تحکیم می‌کند.                                                  | ۲۵ سپتامبر ۱۷۸۹        | ۱۵ دسامبر ۱۷۹۱    | ۲ سال ۲ ماه ۲۰ روز   |
| متمم یازدهم قانون اساسی ایالات متحده آمریکا       | در باب روابط میان-ایالتی است. | ۴ مارس ۱۷۹۴            | ۷ فوریه ۱۷۹۵      | ۱۱ ماه ۳ روز         |
| متمم دوازدهم قانون اساسی ایالات متحده آمریکا      | رویه‌های مجمع گزینندگان را مورد تجدیدنظر قرار می‌دهد. | ۹ دسامبر ۱۸۰۳          | ۱۵ ژوئن ۱۸۰۴      | ۶ ماه ۶ روز          |
| متمم سیزدهم قانون اساسی ایالات متحده آمریکا       | برده‌داری در آمریکا را لغو می‌کند، و بندگی غیرداوطلبانه را به جز برای کیفر جرایم ممنوع می‌کند. | ۳۱ ژانویه ۱۸۶۵         | ۶ دسامبر ۱۸۶۵     | ۱۰ ماه ۶ روز         |
| متمم چهاردهم قانون اساسی ایالات متحده آمریکا      | شهروند ایالات متحده آمریکا را تعریف می‌کند، متمم چهاردهم قانون اساسی ایالات متحده آمریکا، عبارت حفاظت برابر را در بر می‌گیرد، و در خصوص مسایل پس از–جنگ داخلی آمریکا است.                                                | ۱۳ ژوئن ۱۸۶۶           | ۹ ژوئیه ۱۸۶۸      | ۲ سال ۰ ماه ۲۶ روز   |
| متمم پانزدهم قانون اساسی ایالات متحده آمریکا      | نفی حق رأی بر مبنای شرایط بردگی قبلی، نژاد یا رنگ را ممنوع می‌کند. | ۲۶ فوریه ۱۸۶۹          | ۳ فوریه ۱۸۷۰      | ۱۱ ماه ۸ روز         |
| متمم شانزدهم قانون اساسی ایالات متحده آمریکا      | Pبه کنگره اجازه می‌دهد مالیات بر درآمد را بدون تسهیم آن بین ایالت‌ها یا بر مبنای سرشماری وضع کند. | ۱۲ ژوئیه ۱۹۰۹          | ۳ فوریه ۱۹۱۳      | ۳ سال ۶ ماه ۲۲ روز   |
| متمم هفدهم قانون اساسی ایالات متحده آمریکا        | انتخاب مستقیم نمایندگان مجلس سنای ایالات متحده آمریکا بر مبنای آرای مردمی را شروع می‌کند. | ۱۳ مه ۱۹۱۲             | ۸ آوریل ۱۹۱۳      | ۱۰ ماه ۲۶ روز        |
| متمم هجدهم قانون اساسی ایالات متحده آمریکا        | استعمال الکل در آمریکا را ممنوع می‌کند. (در ۵ دسامبر ۱۹۳۳ لغو شد) | ۱۸ دسامبر ۱۹۱۷         | ۱۶ ژانویه ۱۹۱۹    | 1 year ۰ ماه ۲۹ روز  |
| متمم نوزدهم قانون اساسی ایالات متحده آمریکا       | نفی حق رأی زنان در ایالات متحده آمریکا را منع می‌کند. | ۴ ژوئن ۱۹۱۹            | ۱۸ اوت ۱۹۲۰       | 1 year ۲ ماه ۱۴ روز  |
| متمم بیستم قانون اساسی ایالات متحده آمریکا        | تاریخ شروع به کار رئیس‌جمهور و معاون او و کنگره را تغییر می‌دهد. | ۲ مارس ۱۹۳۲            | ۲۳ ژانویه ۱۹۳۳    | ۱۰ ماه ۲۱ روز        |
| متمم بیست و یکم قانون اساسی ایالات متحده آمریکا   | متمم هجدهم قانون اساسی ایالات متحده آمریکا را لغو می‌کند. | ۲۰ فوریه ۱۹۳۳          | ۵ دسامبر ۱۹۳۳     | ۹ ماه ۱۵ روز         |
| متمم بیست و دوم قانون اساسی ایالات متحده آمریکا   | بر تعداد دوره‌هایی که یک فرد می‌تواند رئیس‌جمهور شود محدودیت قرار می‌دهد. | ۲۴ مارس ۱۹۴۷           | ۲۷ فوریه ۱۹۵۱     | ۳ سال ۱۱ ماه ۶ روز   |
| متمم بیست و سوم قانون اساسی ایالات متحده آمریکا   | به واشینگتن، دی.سی. در مجمع گزینندگان رأی اختصاص می‌دهد. | ۱۶ ژوئن ۱۹۶۰           | ۲۹ مارس ۱۹۶۱      | ۹ ماه ۱۲ روز         |
| متمم بیست و چهارم قانون اساسی ایالات متحده آمریکا | نفی حق رأی به خاطر نپرداختن مالیات را منع می‌کند. | ۱۴ سپتامبر ۱۹۶۲        | ۲۳ ژانویه ۱۹۶۴    | 1 year ۴ ماه ۲۷ روز  |
| متمم بیست و پنجم قانون اساسی ایالات متحده آمریکا  | در خصوص جانشینی رئیس‌جمهور در صورت خالی شدن این منصب است. | ۶ ژوئیه ۱۹۶۵           | ۱۰ فوریه ۱۹۶۷     | 1 year ۷ ماه ۴ روز   |
| متمم بیست و ششم قانون اساسی ایالات متحده آمریکا   | نفی حق رأی آمریکاییان بالای ۱۸ سال بر مبنای سن را منع می‌کند. | ۲۳ مارس ۱۹۷۱           | ۱ ژوئیه ۱۹۷۱      | ۳ ماه ۸ روز          |
| متمم بیست و هفتم قانون اساسی ایالات متحده آمریکا  | قوانین تحت‌الشعاع قرار دهندهٔ حقوق نمایندگان مجلس نمایندگان ایالات متحده آمریکا را تا دورهٔ بعد آن به تعویق می‌اندازد. | September 25, 1789     | May 5, 1992       | ۲۰۲ سال ۷ ماه ۱۰ روز |